# Psilocybe velifera
Psilocybe velifera är en svampart som först beskrevs av J. Favre, och fick sitt nu gällande namn av Rolf Singer 1986. Psilocybe velifera ingår i släktet slätskivlingar och familjen Strophariaceae.   Inga underarter finns listade i Catalogue of Life.